# Игьебор, Носа
Эммануэль Носахаре Игьебор (англ. Emmanuel Nosakhare Igiebor; 9 ноября 1990, Абудже, Нигерия) — нигерийский футболист, полузащитник. Выступал в сборной Нигерии.

## Клубная карьера
Носа — воспитанник скромного нигерийского клуба «Абуджа», за который дебютировал в пятнадцатилетнем возрасте. До 2009 года он выступал в родной Нигерии за «Абуджу» и более известный «Варри Вулвз», а затем перебрался в норвежский «Лиллестрём». За норвежскую команду он играл до 2011 года, а затем Носа отыграл один сезон в тель-авивском «Хапоэле». В 2012 году он пополнил состав испанского клуба «Реал Бетис».

## Карьера в сборной
За сборную Нигерии Носа провёл семь матчей и забил два мяча. В её составе он стал обладателем Кубка африканских наций 2013.

## Достижения
- Обладатель Кубка африканских наций (1): 2013